# Lotyšské národní umělecké muzeum
Lotyšské národní umělecké muzeum (lotyšsky Latvijas Nacionālais mākslas muzejs) v Rize je největší sbírka národního umění Lotyšska. Zahrnuje přes 52 tisíc uměleckých děl, pocházejících z doby od poloviny 18. století do současnosti. Budovu z roku 1905 navrhl Wilhelm Neumann a šlo o první stavbu v Pobaltí určenou pro provoz muzea.

## Galerie

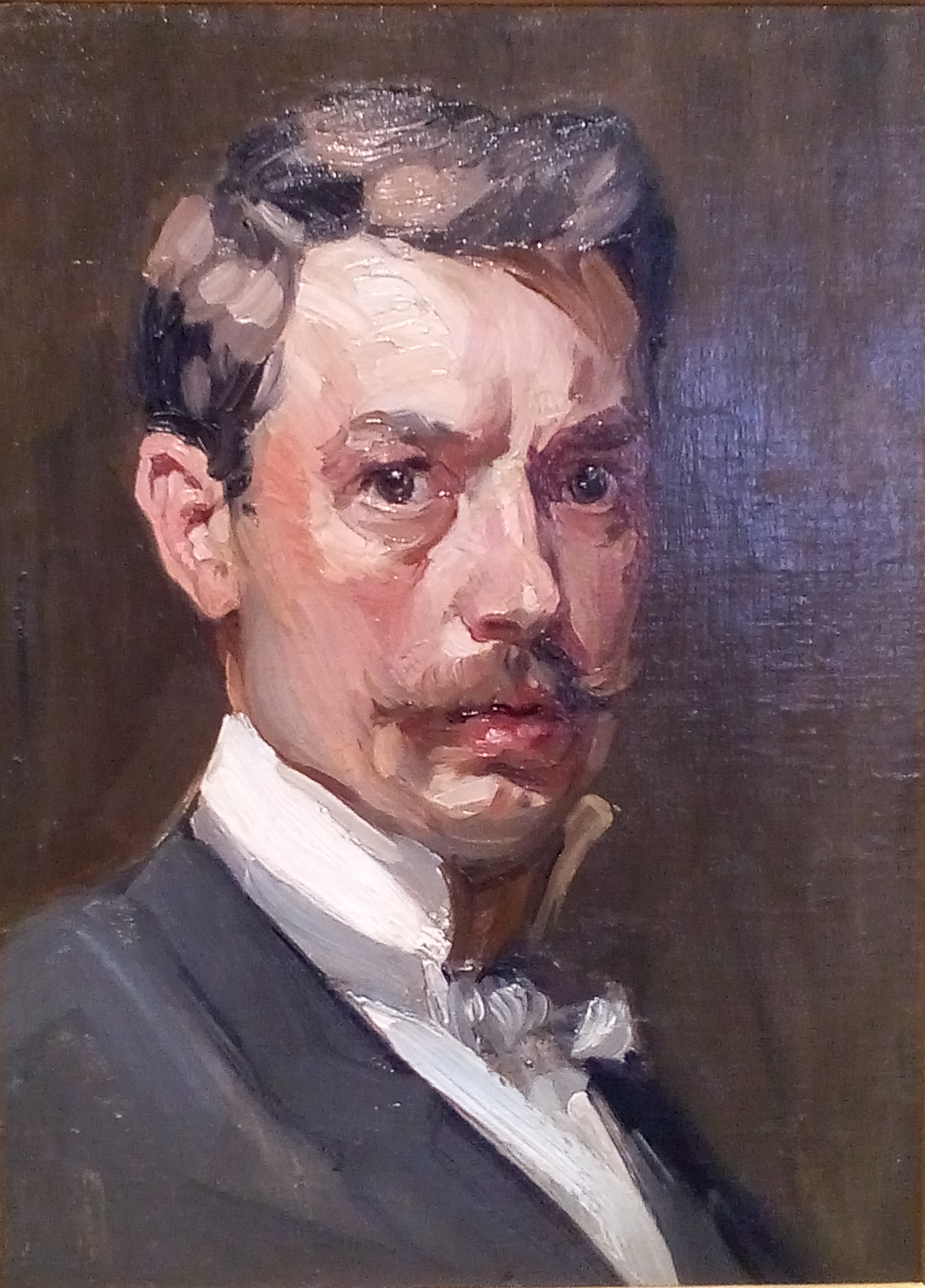
Janis Rozentāls: Autoportrét, 1900
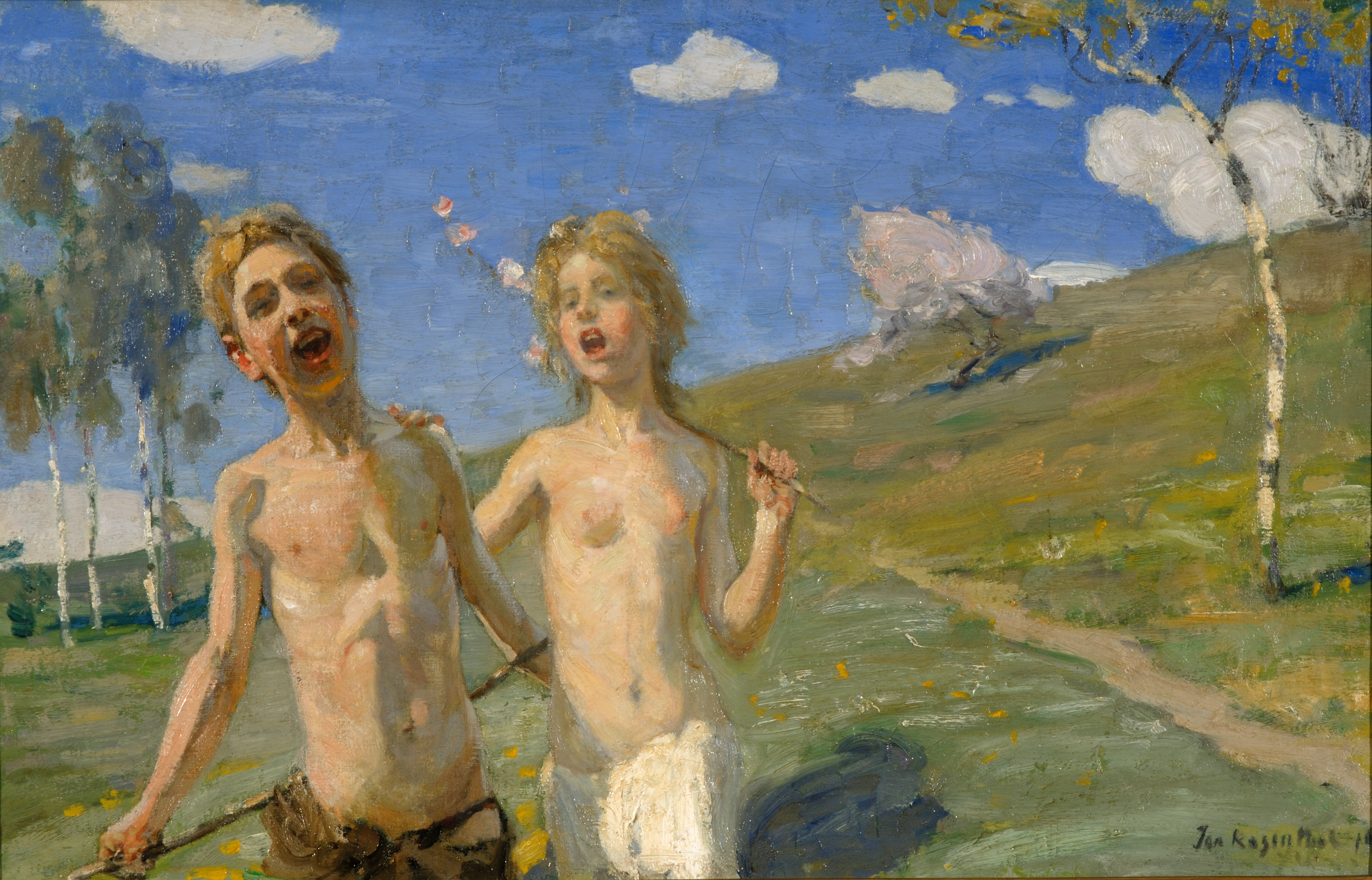
Janis Rozentāls: Jarní píseň, 1913
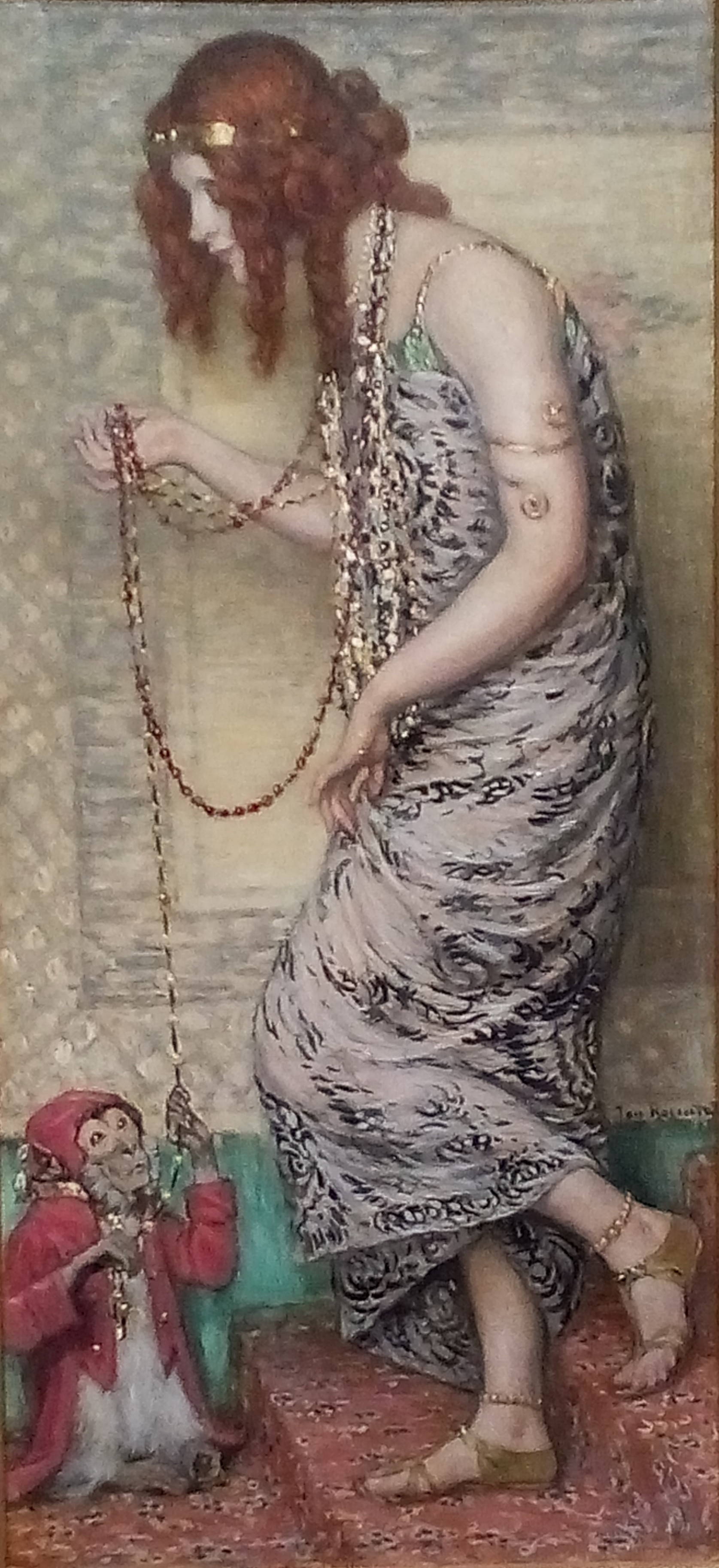
Janis Rozentāls: Princezna a opice, 1913
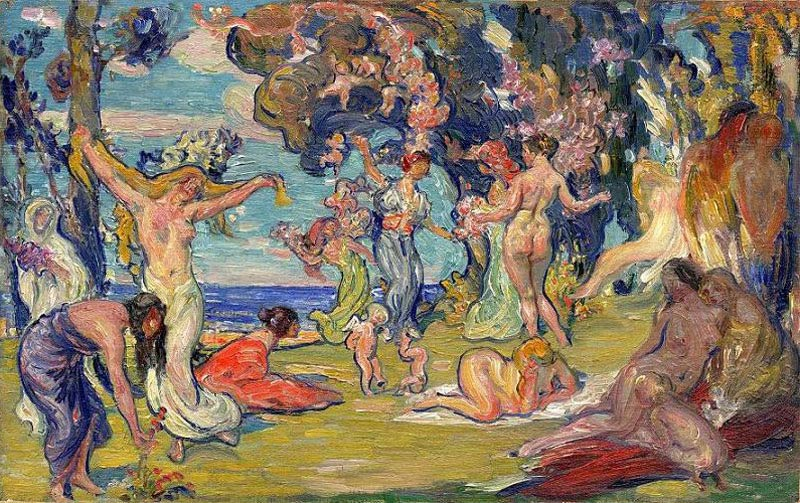
Janis Rozentāls: Arkádie, 1916